# Пніна Тамано-Шата
Пніна Тамано-Шата (нар. 1 листопада 1981 (43 роки) , Ефіопія ) — ізраїльська політична діячка, юристка, журналістка. Народилась в Ефіопії, є членом Уряду Ізраїлю, очолює міністерство іміграції. Це перший член ізраїльського уряду, що є вихідцем з Ефіопії.

## Раннє життя
Тамано-Шата народилася у Вузабі, селі поблизу міста Гондар у регіоні Амхара на півночі Ефіопії. Її сім'я імігрувала до Ізраїлю, коли їй було три роки під час евакуації ефіопських євреїв із Судану. Вона, її п'ять братів та її батько були серед майже 7000 ефіопських євреїв, висланих з країни Моссадом до Ізраїлю в період з листопада 1984 по січень 1985 року. Її мати померла за кілька років.
Вивчала право в академічному коледжі Оно в Кірьят-Оно в Тель-Авівському районі, і стала заступником голови національної асоціації студентів Ефіопії.

## Політика
На виборах у Кнессет 2013 року Тамано-Шата приєдналася до нової партії Єш Атід, отримавши чотирнадцяте місце у списку партії, вона стала членом Кнесету, коли партія виборола 19 місць. Посіла 13-те місце у списку партії на виборах 2015 року, але втратила місце, оскільки партія отримала 11 місць.
9 лютого 2018 року повернулася до Кнесету, замінивши Яакову Пері, який пішов у відставку після звинувачень витоках інформації під час розслідування корупції за двадцять років до цього. До виборів у квітні 2019 року Ієш Атід увійшов до складу синьо-білих, а Тамано-Шата посіла 24 місце у списку альянсу. Була переобрана, оскільки синьо-білі вибороли 35 місць. Переобрана повторно у вересні 2019 року. Після виборів у березні 2020 року стала міністром Іміграції, ставши першим міністром, що народився в Ефіопії, в ізраїльському уряді. Склала присягу 17 травня 2020 року.